# Association of European Journalists
De Association of European Journalists (AEJ), die werd opgericht in 1961 is een internationale niet-gouvernementele organisatie. De organisatie behartigt de belangen met betrekking tot Europese zaken van journalisten. De AEJ is gevestigd in Brussel en heeft nationale secties in meer dan twintig landen verspreid over de Europese Unie. Eens per jaar organiseert een van de secties het jaarlijks congres van de AEJ.